# Meteorus arctiicida
Meteorus arctiicida är en stekelart som beskrevs av Henry Lorenz Viereck 1912. Meteorus arctiicida ingår i släktet Meteorus och familjen bracksteklar. Inga underarter finns listade i Catalogue of Life.